# 李敬 (順治進士)
李敬，字退庵，南直隸應天府江寧縣（今江蘇省南京市）人，清朝官、進士出身。
順治四年，登進士，授行人司行人。順治八年，任廣西道試監察御史、湖廣湖南巡按御史。顺治十二年，任江西道監察御史、掌京畿道監察御史。顺治十五年，任太僕寺少卿，后协理兵部督捕侍郎。顺治十六年，任右通政、左通政。顺治十七年，任宗人府府丞、刑部右侍郎、刑部左侍郎。